# USS Paul Ignatius (DDG-117)
USS Paul Ignatius (DDG-117) — ескадрений міноносець КРО типу «Арлі Берк» ВМС США, серії IIa. шістдесят сьомий корабель цього типу в складі ВМС США, будівництво яких було схвалено Конгресом США.
Будівництво розпочате у вересні 2014 року, введений до складу флоту 27 липня 2019 року.

## Назва
Корабель отримав назву на честь Пола Роберта Ігнатіуса (нар. 11 листопада 1920 р.) — американського урядового чиновника, який обіймав посаду секретаря Військово-морського флоту між 1967 та 1969 роками та був помічником міністра оборони під час президентства Ліндона Джонсона.

## Будівництво
Контракт на будівництво есмінця «Paul Ignatius» був підписаний з суднобудівною компанією Ingalls Shipbuilding, розташованої в Паскагула, штат Міссісіпі. «Paul Ignatius» став 31 кораблем класу Arleigh Burke, який буде побудований на верфі компанії Ingalls Shipbuilding
Перше різання сталі для будівництва корабля було розпочато 30 вересня 2014 року. 20 жовтня 2015 року відбулася церемонія закладки кіля. Хрещеною матір'ю корабля стала Ненсі Ігнатіус, дружина Пауля Ігнатіуса, в честь якого названий корабель. 12 листопада 2016 року спущений на воду. 8 квітня 2017 року відбулася церемонія хрещення. 20 грудня 2018 завершив приймально-здавальні випробування, які проходили в Мексиканській затоці. 22 лютого 2019 року було передано ВМС США. 27 липня 2019 року введено в експлуатацію. Церемонія відбулася в Порт-Еверглейдс в Форт-Лодердейл, штат Флорида. Портом приписки корабля стане Мейпорт штат Флорида.

## Служба
В травні 2021 року під час навчань «Formidable Shield 2021» спільно з нідерландським фрегатом HNLMS De Zeven Provinciën (F802) (головний корабель свого типу) успішно перехопив та знищив балістичну мішень ракетою SM-3. При цьому мішень була спершу виявлена данським фрегатом із використанням багатофункціональної РЛС SMART-L MM, потім інформація про мішень була передана на есмінець USS Paul Ignatius і вже ним була випущена зенітна керована ракета, яка і знищила навчальну мішень.
6 січня 2022 року Військово-морські сили США звільнили командира есмінця Джеффрі Сервелло «через недотримання належних процедур на борту». За інформацією видання Navy Times, зазначене звільнення стало наслідком проведених розслідувань щодо випадків сексуальних домагань на кораблі.